# Арахісова олія

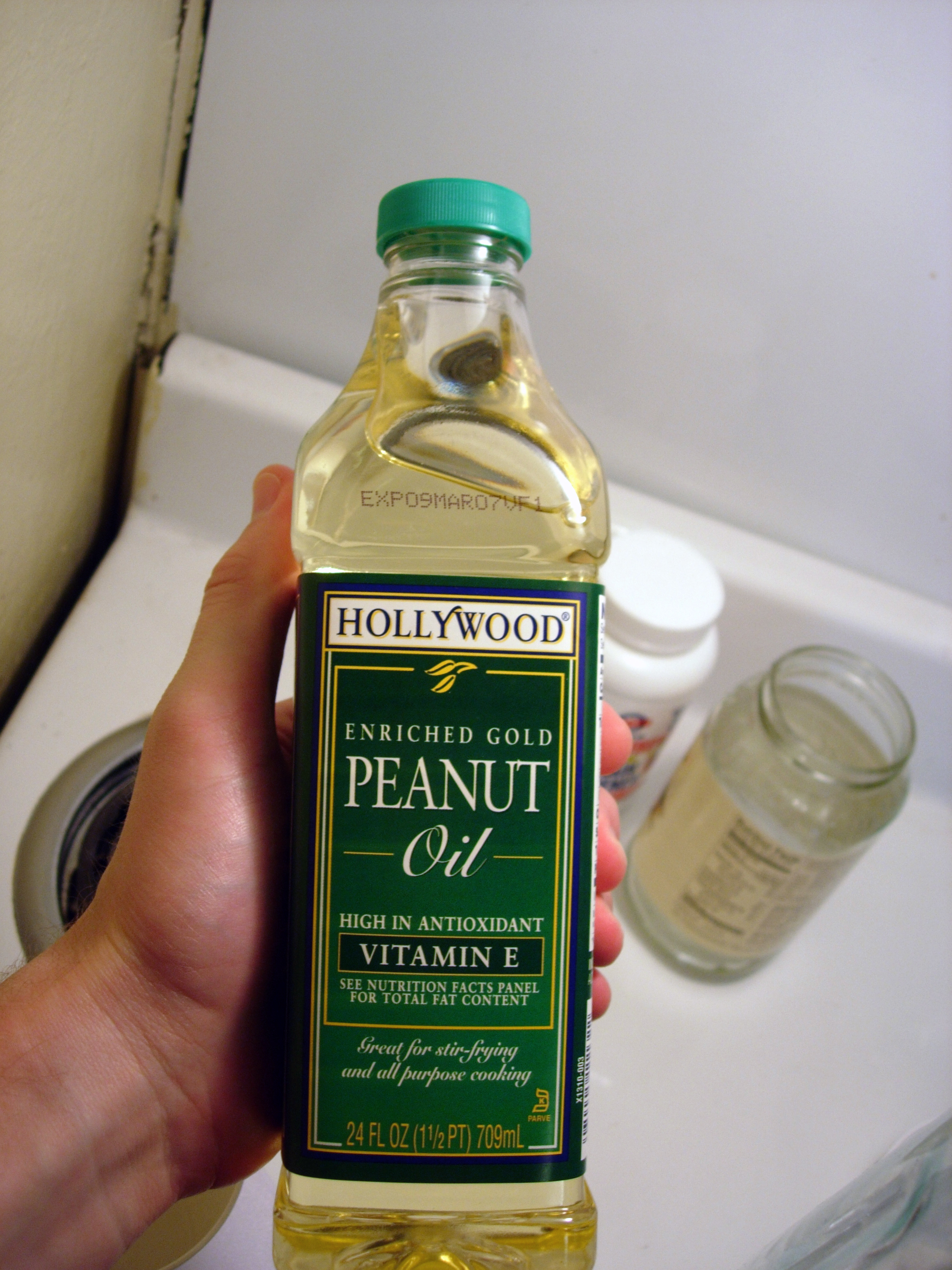
Пляшка арахісової олії з додаванням вітаміну Е як консерванту.

Арахісова олія — рослинна олія, яку добувають шляхом вичавлювання вареного чи сирого арахісу (Arachis hypogaea) за допомогою гідравлічного преса або екстрагуванням.
Це олія дуже світлого кольору, а її здатність витримувати високі температури (точка димлення — 232 °C, як і у соняшникової)  робить її одною з найкращих (найбільшу точку димлення має авокадова олія) на кухні як олії для смаження. Вона має м’який смак, що робить цю нерафіновану олію придатною для приготування салатів, майонезу та вінегретів.
Цей вид олії широко використовується в азійській кухні (її застосовують у воку).
Стосовно обсягів виробництва арахісової олії на рік — станом на 2018-й, перед веде КНР з 1 821 000 тонн.

## Набір складників
Склад жирних кислот арахісової олії для споживання людиною такий (у відсотках убування):
- Олеїнова кислота (C18:1 ω-9 мононенасичені): 35–72%

- Лінолева кислота (C18:2 ω-6 поліненасичені): 13–43%

- Пальмітинова кислота (C16:0 насичена): 7–16%

- Стеаринова кислота (C18:0 насичена): 1,3–6,5%

- Бегенова кислота (C22:0 насичена): 1,0–5,0%

- Арахінова кислота (C20:0 насичена): 0,5–3%

- Лігноцеринова кислота (C24:0 насичена): 0,5–3%

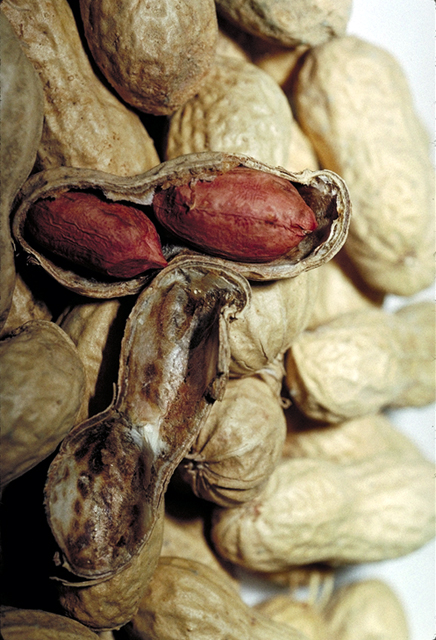
Плоди арахісу

- Плоди арахісу   Гадолеїнова кислота (C20:1 ω-9 мононенасичені): 0,5–2,1%

- Альфа-ліноленова кислота (ALA) (C18:3 ω-3 поліненасичені): <0,6%

- Ерукова кислота (С22:1 мононенасичені): <0,5%

На кожні 100 г арахісової олії з Південної Америки, припадає в середньому:
- Мононенасичені жири: 39 г (переважно олеїнові)

- Незамінні жирні кислоти Омега-6: 38 г

- Насичені жирні кислоти: 23 г (пальмітинова, стеаринова, бегенова, арахінова)

- Незамінні жирні кислоти омега-3: менше 0,1 грама

За (з точки зору дієти):
- Доволі великий вміст омега-6 незамінних жирних кислот (але менший, ніж наприклад у соняшниковій олії)

Вади олії:
- Відносно багата насиченими жирними кислотами (порівняно з оливковою, ріпаковою чи соняшниковою оліями),

- Низький вміст омега-3 незамінних жирних кислот. Згадаймо, що зразкове співвідношення омега-6/омега-3 — між 1/1 та 4/1 (щодо арахісової, це 380/1, соняшникової — 20,5/0,16 = 128, а, наприклад, оливкової — 14/1).[2]

## Інші види використання
- Друга екстракція арахісової олії використовується для виробництва мила.

- Ця олія була першим пальним для дизельного двигуна.